# 马兹罗勒 (大西洋比利牛斯省)
马兹罗勒（法語：Mazerolles，法語發音：[mazʁɔl]）是法国大西洋比利牛斯省的一个市镇，位于该省东北部，属于波城区。

## 地理
马兹罗勒（43°26'57"N, 0°28'11"W）面积11.71 平方千米，位于法国新阿基坦大区大西洋比利牛斯省，该省份为法国东南部省份，涵盖了贝阿恩与北巴斯克，西临大西洋比斯開灣，北至朗德省，东北接热尔省，东临上比利牛斯省，南与西班牙接壤。
与马兹罗勒接壤的市镇（或旧市镇、城区）包括：布穆尔、塞斯科、拉勒勒、莫马斯、于藏、维耶勒纳沃-达尔泰兹。

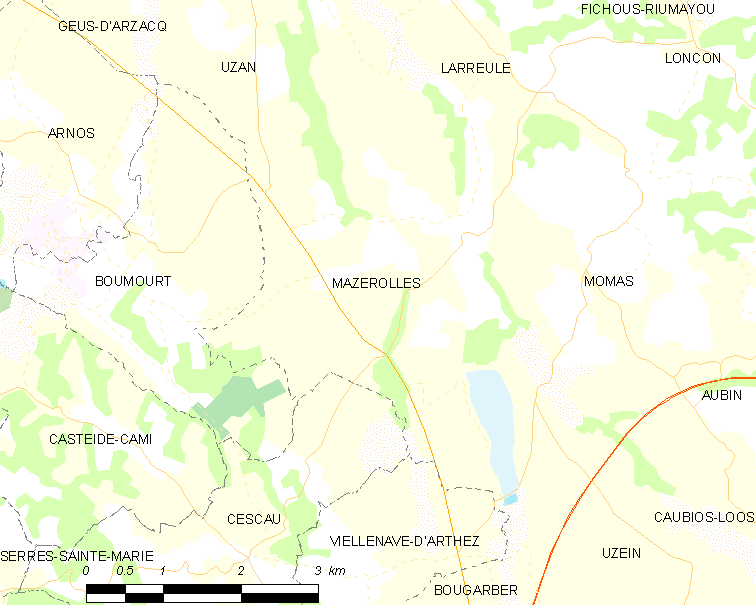
的OSM定位图

马兹罗勒的时区为UTC+01:00、UTC+02:00（夏令时）。

## 行政
马兹罗勒的邮政编码为64230，INSEE市镇编码为64374。

## 政治
马兹罗勒所属的省级选区为阿尔蒂克斯和苏贝斯特尔地区县。

## 人口

1962-2008年间人口变化图示

马兹罗勒于2022年1月1日时的人口数量为1188人。